# Флетчер (Вермонт)
Флетчер (англ. Fletcher) — місто (англ. town) в США, в окрузі Франклін штату Вермонт. Населення — 1346 осіб (2020).

## Демографія
Згідно з переписом 2010 року, у місті мешкало 1277 осіб у 497 домогосподарствах у складі 368 родин. Було 569 помешкань
Расовий склад населення:
| - 97,1 % — білих - 0,6 % — азіатів - 0,4 % — чорних або афроамериканців - 0,1 % — корінних американців |

До двох чи більше рас належало 1,6 %. Частка іспаномовних становила 1,0 % від усіх жителів.
За віковим діапазоном населення розподілялося таким чином: 25,9 % — особи молодші 18 років, 66,8 % — особи у віці 18—64 років, 7,3 % — особи у віці 65 років та старші. Медіана віку мешканця становила 40,0 року. На 100 осіб жіночої статі у місті припадало 102,1 чоловіків;  на 100 жінок у віці від 18 років та старших — 104,8 чоловіків також старших 18 років.
Середній дохід на одне домашнє господарство  становив 89 790 доларів США (медіана — 84 500), а середній дохід на одну сім'ю — 97 134 долари (медіана — 95 938). Медіана доходів становила 51 676 доларів для чоловіків та 51 923 долари для жінок. За межею бідності перебувало 6,1 % осіб, у тому числі 6,3 % дітей у віці до 18 років та 10,9 % осіб у віці 65 років та старших.
Цивільне працевлаштоване населення становило 861 особа. Основні галузі зайнятості: освіта, охорона здоров'я та соціальна допомога — 21,6 %, науковці, спеціалісти, менеджери — 14,9 %, будівництво — 11,0 %, виробництво — 10,2 %.